# 亳
亳（はく）は、古代中国の地名である。殷の都があったと伝えられる。
『史記』によれば、商はたびたび居住地を変えたが、天乙（成湯）に至ってはじめて亳に遷った。湯は夏王朝を滅ぼして殷の王になり、亳がその都になった。後、帝仲丁が都を隞に移し、その後も転々としたが、帝盤庚が成湯の故地に遷ってまた都を置いた。後、帝武乙のときにまた亳を去って黄河の北に都を移した。
河南省の二里岡遺跡に比定する説がある。